# IC 1855
IC 1855 ist eine kompakte Galaxie vom Hubble-Typ C im Sternbild Widder nördlich der Ekliptik. Sie ist schätzungsweise 387 Millionen Lichtjahre von der Milchstraße entfernt und hat einen Durchmesser von etwa 35.000 Lichtjahren.

Im selben Himmelsareal befinden sich u. a. die Galaxien NGC 1111, NGC 1112, NGC 1115, IC 1846.
Das Objekt wurde am 7. Januar 1896 vom französischen Astronomen Stéphane Javelle entdeckt.